# Стивенсон, Грета
Грета Стивенсон-Коун (англ. Greta B. Stevenson Cone; 1911—1990) — новозеландский миколог.

## Биография
Грета Стивенсон родилась 10 июня 1911 года в городе Окленд в Новой Зеландии в семье предпринимателя Уильяма Стивенсона и Грейс Мэри Скотт. В 1914 году семья Стивенсонов переехала в Данидин. С 1925 по 1928 Грета училась в Колледже Колумба, в 1929 году поступила в Университет Отаго. В 1932 году Стивенсон окончила Университет Отаго со степенью бакалавра, в 1933 году получила степень магистра. Её диссертация была посвящена жизненному циклу паразитических растений Korthalsella. Затем Стивенсон переехала в Лондон и стала учиться в Имперском колледже, где получила степень доктора философии по микологии и фитопатологии. В 1936 году Грета вышла замуж за химического инженера Эдгара Коуна. Затем Стивенсон вернулась в Новую Зеландию и некоторое время работала почвенным микробиологом в Департаменте научных и индустриальных исследований. Также она преподавала в нескольких средних школах. В 1986 году она снова уехала в Лондон. Грета Стивенсон-Коун скончалась 18 декабря 1990 года в Лондоне.

## Виды грибов, названные в честь Г. Стивенсон
- Collybia stevensoniae E.Horak, 1971, nom. nov. [syn.  Gymnopus readii (G.Stev.) J.L.Mata, 2006]
- Entoloma stevensoniae E.Horak, 1980, nom. nov.
- Hygrocybe stevensoniae T.W.May & A.E.Wood, 1995, nom. nov.